# 毓槮
奉恩輔國公毓槮（1913年5月8日—？），一等輔國將軍溥荃第二子，母妻巴禹特氏，其父為鍾澐，循郡王系第六代。
他在民國二年四月（1913年）出生。此前一年，溥仪退位。依照《清室優待條件》，清朝宗室仍可袭封。民國十五年八月（1926年）過繼為溥葵的嗣子，同時接替養父成為循郡王第六代，但因為循郡王並非世襲罔替的爵位，因此他的封爵只是奉恩輔國公。